# Schubertgrund

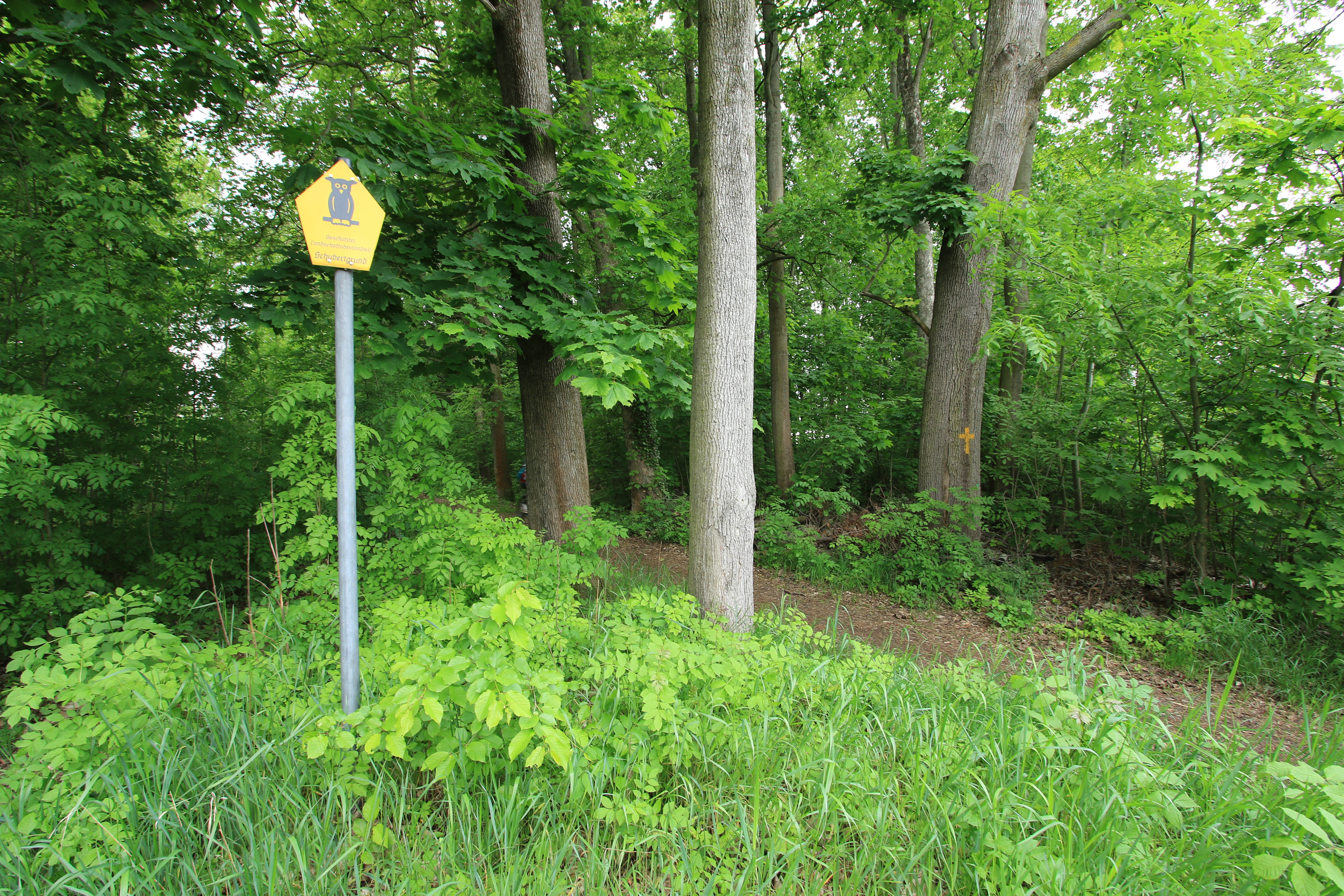
Geschützter Landschaftsbestandteil Schubertgrund

Der Schubertgrund ist ein geschützter Landschaftsbestandteil auf dem Gebiet der Stadt Lichtenstein im Landkreis Zwickau in Sachsen.

## Beschreibung

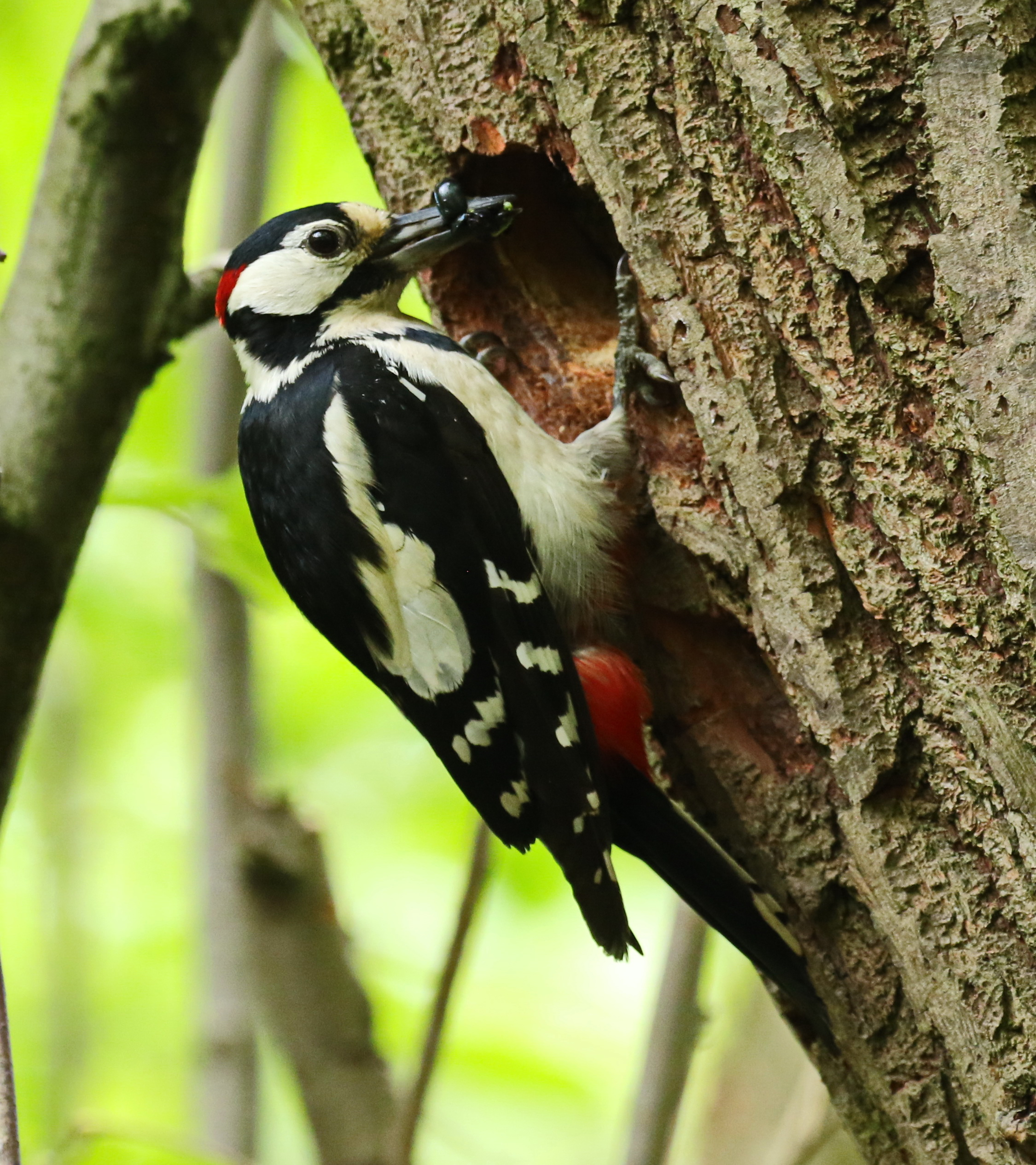
Buntspecht im GLB Schubertgrund

Der Schubertgrund liegt im westlichen Teil der Stadt Lichtenstein. Er umfasst eine 42,6 ha große Fläche zwischen dem Stadtrand und der Ortsumgehung der Bundesstraße 173. Das Gebiet erstreckt sich mit 200 bis 300 m Breite über gut 1,5 km Länge.
Die Vegetation ist ein baumhöhlen- und altholzreicher Mischwald, vor allem aus Eichen, Rotbuchen und Hainbuchen mit vereinzelten Bergahorn, Spitzahorn, Birken und anderen Gehölzen.
Bei der Bestandsaufnahme anlässlich einer beabsichtigten Durchforstung wurden im Jahr 2017 insgesamt 36 Vogelarten erfasst. Darunter waren die streng geschützten Arten Eisvogel, Grünspecht, Mäusebussard und Waldkauz.
Neben den festgestellten Amphibienarten Grasfrosch und Erdkröte waren in den zahlreichen Teichen auch Vorkommen von Teichmolch und Bergmolch zu erwarten.
Statt des 2017 noch geplanten Kahlschlags wurden seit dem Jahr 2019 unter Beteiligung der BUND-Ortsgruppe Baumpflegemaßnahmen im Schubertgrund durchgeführt.

## Geschichte

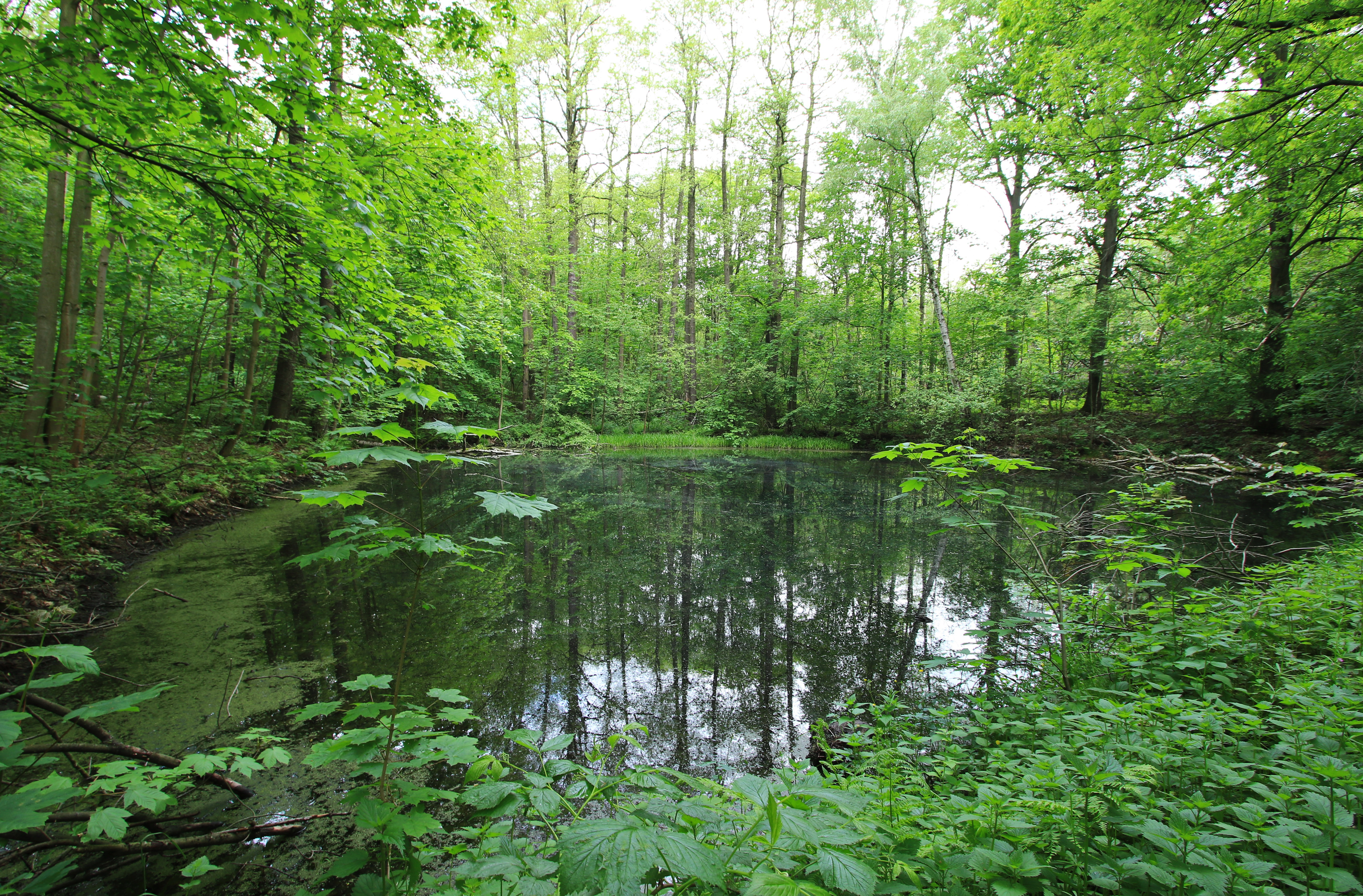
Teich im GLB Schubertgrund

Bereits im Jahr 1993 war vom Rat der Stadt eine Satzung zum geschützten Landschaftsbestandteil „Schubertgrund“ beschlossen worden, die 2002 durch eine Neufassung ersetzt wurde.
Als wesentliche Schutzzwecke des geschützten Landschaftsbestandteils wurden die „Sicherung, Erhaltung und Entwicklung der charakteristischen Landschaft und der darin eingeschlossenen Biotope, die Sicherung und Verbesserung des Grünzuges und der Teichkette im westlichen Teil der Stadt zu Erholungszwecken, die Sicherung und Erhaltung der typischen Pflanzengesellschaften und Standorte von Pflanzenarten, die Sicherung und Erhaltung von Lebensräumen für Tiere, die Erhaltung und Entwicklung des Gebietes aus Gründen der Ökologie und der Biotopvernetzung, die Erhaltung der zusammenhängenden unbebauten Fläche aus klimatischen Gründen zur Gewährleistung der Klimastabilität und des Luftaustausches (Frischluftproduktion), die Sicherung der Flächen als potenzielles Trinkwassereinzugsgebiet und die Erhaltung des natürlich gewachsenen Bodens als Naturkörper und seiner biologischen Funktionen im Naturhaushalt“ angeführt.

## Geschützte Landschaftsbestandteile in Lichtenstein
Im Jahr 2017 gab es in Lichtenstein/Sa. vier geschützte Landschaftsbestandteile:
- Käpplerschlucht
- Reiterhölzel
- Rödlitzaue
- Schubertgrund.